# Общество по распространению грамотности среди грузин

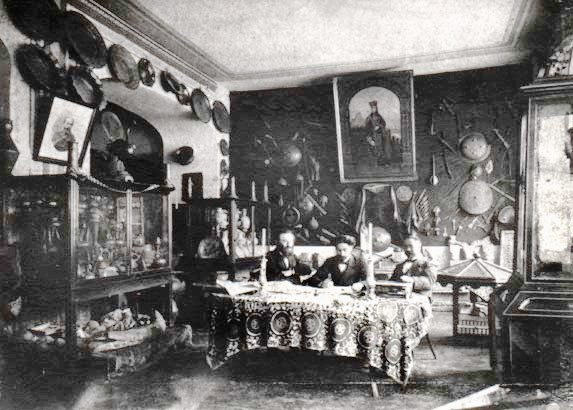
Музей и библиотека общества. Фото Александра Роинашвили

Общество по распространению грамотности среди грузин (груз. ქართველთა შორის წერა-კითხვის გამავრცელებელი საზოგადოება, картвелтa шорис ц’ера-к’итхвис гамаврцелебели сазогадоеба) — грузинская благотворительная просветительская организация.

## История
Основана передовыми умами Грузии в мае 1879 года, целью которой было распространение грамотности на территории Грузии. Организация прекратила своё существование в 1926-1927 годах.
Организацию основали дворяне Илья Чавчавадзе, Дмитрий Кипиани, педагог и просветитель Яков Гогебашвили и княгиня Мариам Орбелиани. Вскоре после создания у общества появилась разветвлённая сеть школ, книжных лавок и библиотек. Помимо этого, общество обучало учителей и оплачивало отправку одарённых людей за границу и в Петербург. Илья Чавчавадзе заменил на посту председателя Дмитрия Кипиани в 1885 году и был бессменным руководителем общества до своей гибели в 1907 году.

Своими взносами и участием в работе Общество поддерживали многие видные деятели Грузии. В том числе:
- Виссарион Кебурия — первый авиатор Грузии
- Александр Роинашвили — первый грузинский фотограф